# Peine de mort en Iowa
L'Iowa procéda à 46 pendaisons depuis 1834 jusqu'à l'abolition de la peine capitale en 1965.
L'avant-dernière exécution fédérale eut dans l'Iowa avec la pendaison de Victor Feguer en 1963.
Un homme et une femme, Dustin Honken et Angela Johnson, ont été condamnés à mort respectivement en 2004 et 2005 pour le meurtre de témoins dans des procès fédéraux et de deux petites fillettes qui avaient été également témoins du meurtre de leur propre mère. Dustin Honken a été exécuté le 17 juillet 2020 au Pénitencier Fédéral de Terre-Haute dans l’Indiana, devenant ainsi le premier condamné exécuté au niveau fédéral pour un crime commis dans un état abolitionniste.